# Corse-du-Sud
La Corse-du-Sud est une circonscription départementale française, partie de la collectivité de Corse. Son code officiel attribué par l'INSEE est 2A. Sa préfecture est Ajaccio.
À la suite de la réforme des territoires de 2015, les deux départements de l'île (celui de Haute-Corse et celui de Corse-du-Sud) ont fusionné le 1er janvier 2018 avec la collectivité territoriale de Corse, qui exerce déjà les compétences d'une région à statut particulier, pour former la nouvelle collectivité de Corse. Le territoire de la Corse-du-Sud ne demeure qu'en tant que circonscription départementale, circonscription administrative de l'État avec à sa tête un préfet qui siège à Ajaccio.

## Géographie
| Ajaccio Sartène Bonifacio Porto-Vecchio Propriano Vico Aullène Bastelica Bocognano Coti-Chiavari Évisa Figari Guagno Levie Olmeto Petreto-Bicchisano Piana Pila-Canale Salice Santa-Lucia-di-Tallano Santa-Maria-Siché Sari-d'Orcino Sarrola-Carcopino Zicavo |

| Ajaccio Sartène Bonifacio Porto-Vecchio Propriano Vico Aullène Bastelica Bocognano Coti-Chiavari Évisa Figari Guagno Levie Olmeto Petreto-Bicchisano Piana Pila-Canale Salice Santa-Lucia-di-Tallano Santa-Maria-Siché Sari-d'Orcino Sarrola-Carcopino Zicavo |

### Localisation
La Corse-du-Sud est formée de la partie méridionale de l'île de Corse. Elle est limitrophe de la circonscription départementale de la Haute-Corse au nord-est, baignée par la Méditerranée à l'ouest et la mer Tyrrhénienne au sud-est, et contiguë à la Sardaigne au sud.

### Relief et géologie

Paysages de la Corse-du-Sud :
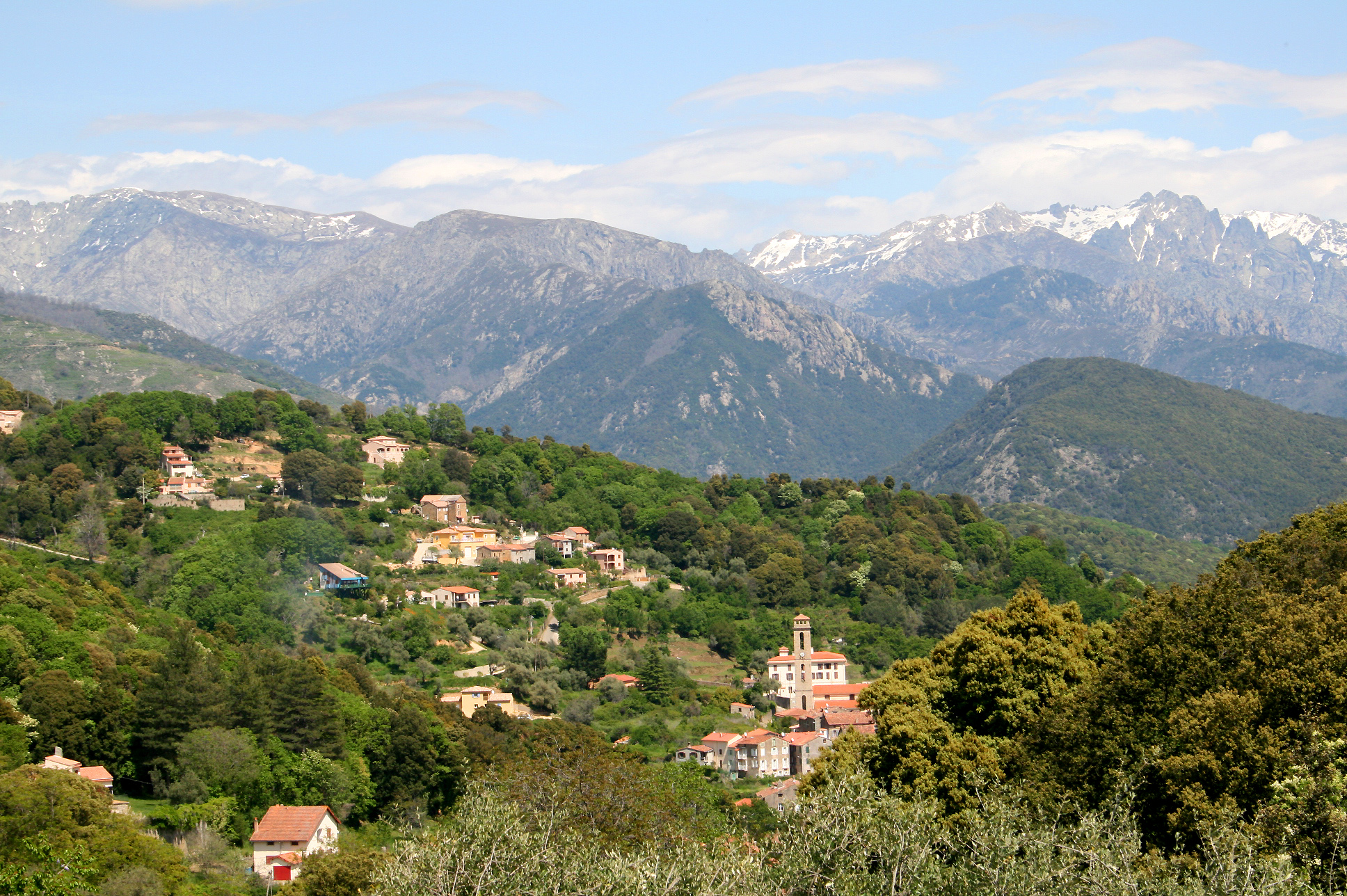
Vico, au nord-ouest.
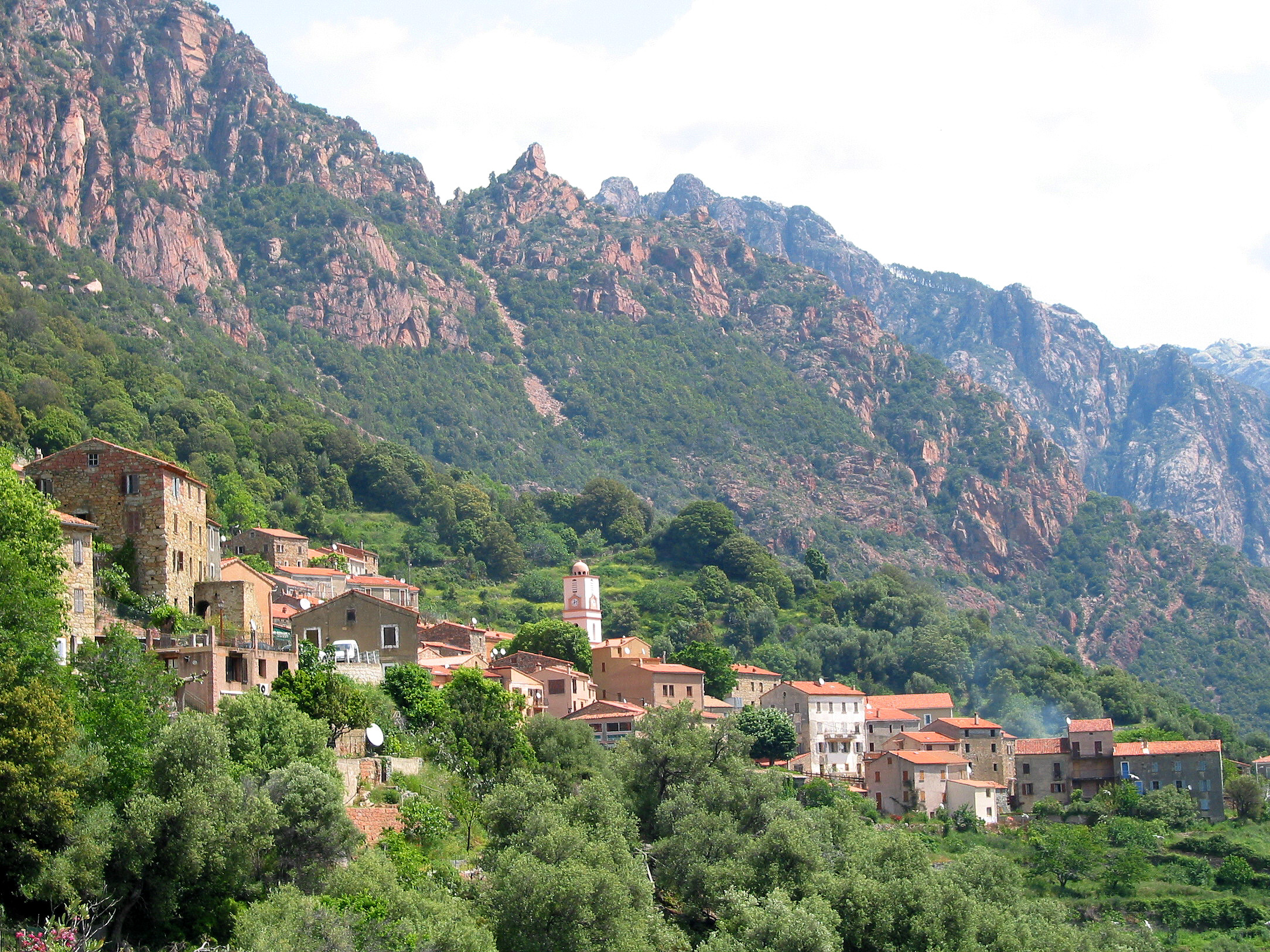
Ota, au nord-ouest.
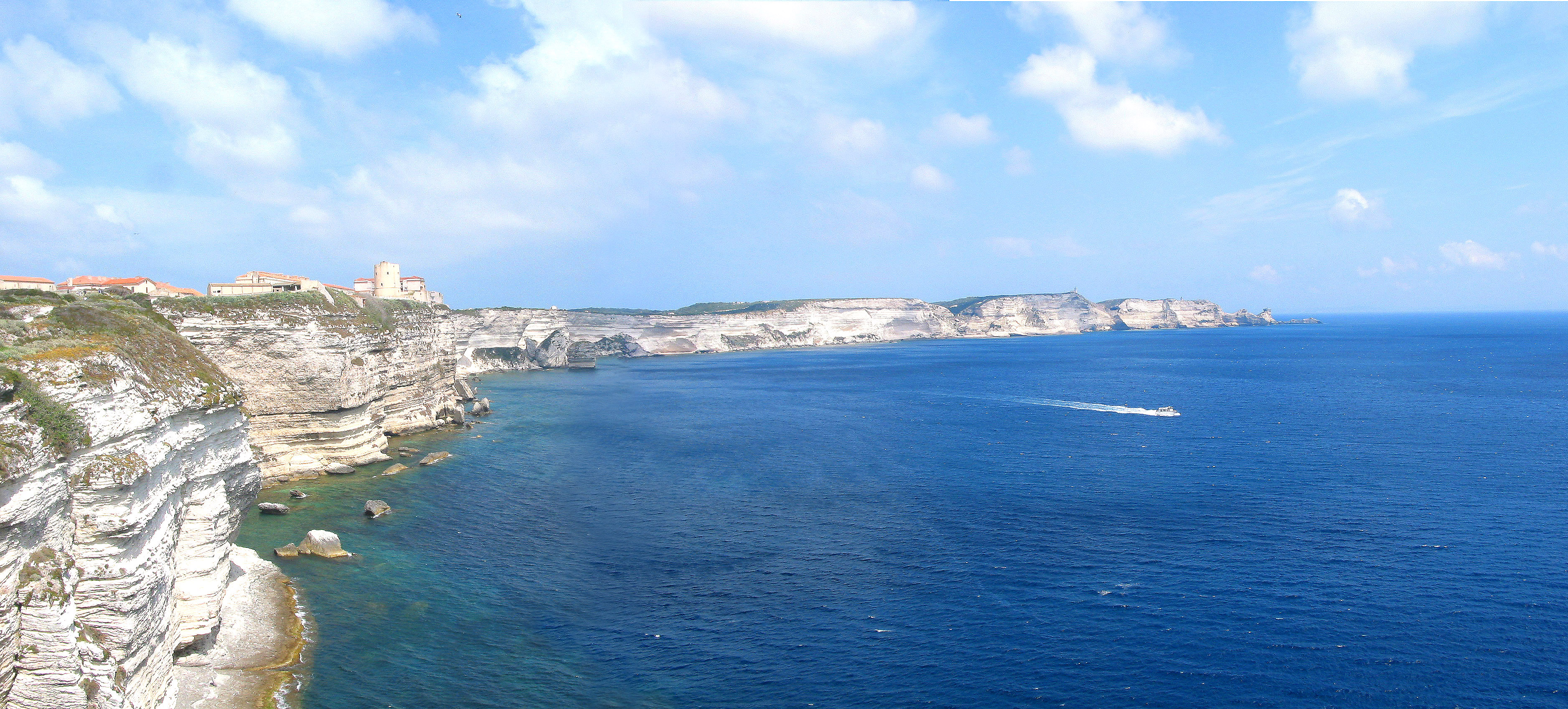
Bonifacio, tout au sud.
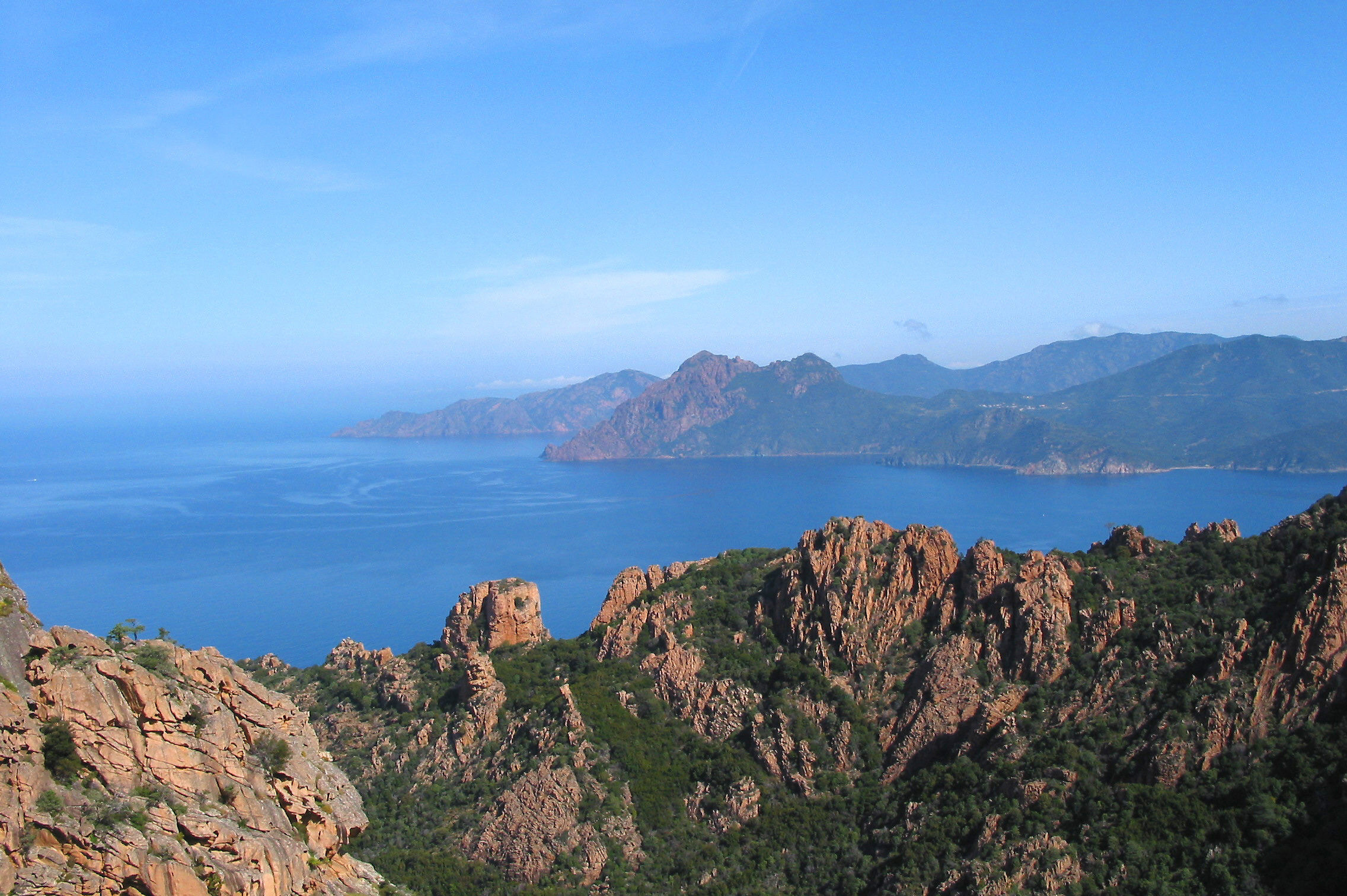
Calanques de Piana, au nord-ouest.

### Climat
Le climat d'une grande partie de la Corse-du-Sud est de type méditerranéen : chaud et sec en été, doux et pluvieux en hiver. Cependant, l’île connaît aussi des nuances du climat alpin, en particulier en hiver. Il n'est pas rare de voir les sommets des montagnes enneigés jusqu'à mai-juin.

### Végétation
La Corse-du-Sud est le département français qui possède le plus haut taux de boisement avec un ratio de ~66 % de sa superficie.
La Corse a une végétation composée essentiellement de :
- maquis, poussant sur sol acide, et qui regroupe des espèces comme l'arbousier, le lentisque ou le chêne-liège ;
- pinèdes, plantations de pins du genre Pinus ;
- forêts de châtaigniers, de chênes ou d'eucalyptus.

### Voies de communication et transports

#### Transport aérien

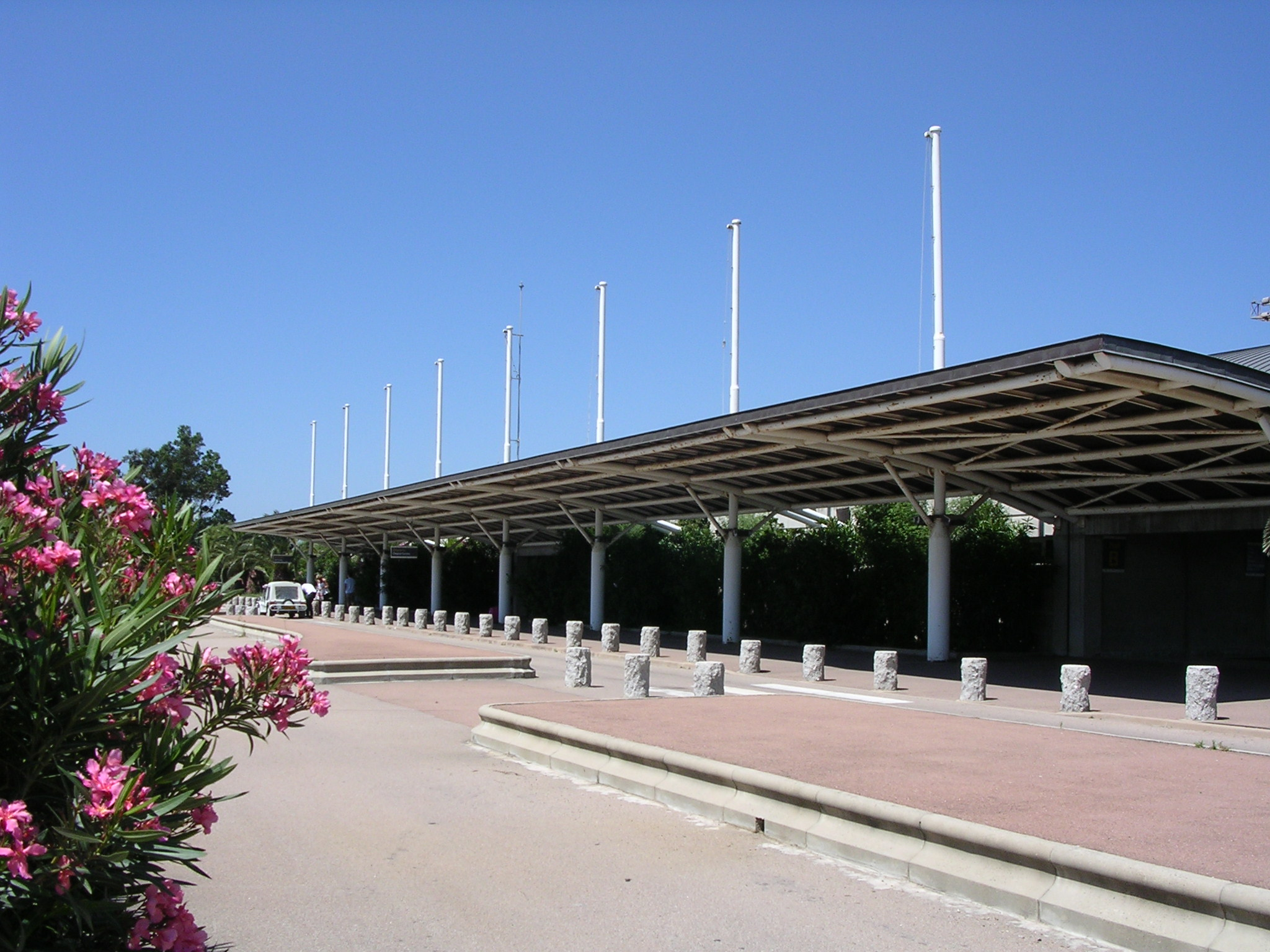
Figari - Corse-du-Sud : l'aéroport.

Il y a deux aéroports en Corse-du-Sud :
- l'aéroport d'Ajaccio Napoléon Bonaparte (anciennement Campo dell'Oro),
- l'aéroport de Figari Sud Corse,

tous deux gérés par la Chambre de commerce et d'industrie d'Ajaccio et de la Corse-du-Sud.

#### Transport maritime
La Corse-du-Sud possède quatre ports, dont trois assurent des liaisons passagers ou mixtes (véhicules particuliers et poids lourds) vers ou depuis le continent, et deux vers la Sardaigne :[réf. nécessaire]
- Ajaccio : liaisons régulières permanentes de et vers Marseille (Corsica Linea), Toulon et Nice (Corsica Ferries).
- Propriano : liaisons régulières de et vers Marseille et Porto Torres (La Méridionale).
- Bonifacio : liaisons permanentes de et vers Santa Teresa Gallura (Moby Lines et BluNavy) ; pas d'activité marchande, mais escale pour croisières.
- Porto-Vecchio : liaisons régulières de et vers Marseille (La Méridionale).

Aucune liaison de port corse à port corse. Aucune liaison de Corse-du-Sud vers ou de l'Italie continentale.

#### Transport ferroviaire
La ligne Bastia - Ajaccio des chemins de fer corses dessert la vallée de la Gravona sur toute sa longueur (9 points d'arrêt d'Ajaccio à Bocognano). Elle permet de joindre plusieurs fois par jour Corte en 2 heures, Bastia en 3 heures 30, et Calvi en 4 heures (avec changement). Une desserte locale plus importante est assurée entre Ajaccio-centre et Mezzana.

## Urbanisme

### Les résidences secondaires
Selon le recensement général de la population du 1er janvier 2008, 36,9 % des logements disponibles dans le département étaient des résidences secondaires.
Ce tableau indique les principales communes de la Corse-du-Sud dont les résidences secondaires et occasionnelles dépassent 10 % des logements totaux en 2008 :
| Ville                                 | Population municipale | Nombre de logements | Résidences secondaires | % résidences secondaires |
| ------------------------------------- | --------------------- | ------------------- | ---------------------- | ------------------------ |
| Quenza                                | 222                   | 608                 | 495                    | 81,48 %                  |
| Aullène                               | 180                   | 428                 | 335                    | 78,28 %                  |
| Serra-di-Scopamène                    | 108                   | 261                 | 201                    | 77,01 %                  |
| Letia                                 | 110                   | 308                 | 236                    | 76,62 %                  |
| Lecci                                 | 1 178                 | 2 048               | 1 563                  | 76,35 %                  |
| Calcatoggio (la Liscia)               | 490                   | 943                 | 707                    | 74,99 %                  |
| Serra-di-Ferro (Porto-Pollo)          | 438                   | 890                 | 661                    | 74,22 %                  |
| Belvédère-Campomoro                   | 165                   | 293                 | 211                    | 72,17 %                  |
| Casaglione (Tiuccia)                  | 360                   | 622                 | 440                    | 70,72 %                  |
| Zonza (Sainte-Lucie-de-Porto-Vecchio) | 2 226                 | 3 256               | 2 294                  | 70,45 %                  |
| Évisa                                 | 182                   | 385                 | 258                    | 67,01 %                  |
| Vico (Sagone)                         | 958                   | 1 136               | 714                    | 62,84 %                  |
| Conca                                 | 1 038                 | 1 326               | 824                    | 62,12 %                  |
| Grosseto-Prugna (Porticcio)           | 2 609                 | 3 202               | 1 988                  | 62,02 %                  |
| Coti-Chiavari                         | 733                   | 960                 | 593                    | 61,77 %                  |
| Piana                                 | 444                   | 591                 | 364                    | 61,58 %                  |
| Cargèse                               | 1 159                 | 1 397               | 839                    | 60,08 %                  |
| Pietrosella                           | 1 232                 | 1 371               | 818                    | 59,67 %                  |
| Bastelica                             | 531                   | 687                 | 404                    | 58,81 %                  |
| Olmeto                                | 1 216                 | 1 368               | 786                    | 57,50 %                  |
| Monacia-d'Aullène                     | 478                   | 598                 | 334                    | 55,78 %                  |
| Ota                                   | 540                   | 683                 | 366                    | 53,66 %                  |
| Levie                                 | 757                   | 764                 | 401                    | 52,49 %                  |
| Porto-Vecchio                         | 11 057                | 9 549               | 4 906                  | 51,37 %                  |
| Pianottoli-Caldarello                 | 833                   | 792                 | 405                    | 51,07 %                  |
| Coggia                                | 858                   | 804                 | 408                    | 50,76 %                  |
| Bocognano                             | 482                   | 458                 | 223                    | 48,69 %                  |
| Sari-Solenzara                        | 1 227                 | 1 055               | 513                    | 48,63 %                  |
| Sainte-Lucie-de-Tallano               | 405                   | 488                 | 227                    | 46,52 %                  |
| Albitreccia                           | 1 454                 | 1 316               | 570                    | 43,34 %                  |
| Bonifacio                             | 2 872                 | 2 306               | 995                    | 43,15 %                  |
| Appietto                              | 1 355                 | 837                 | 336                    | 40,20 %                  |
| Propriano                             | 3 254                 | 2 331               | 894                    | 38,35 %                  |
| Sotta                                 | 886                   | 614                 | 228                    | 37,16 %                  |
| Sartène                               | 3 033                 | 2 257               | 781                    | 34,61 %                  |
| San-Gavino-di-Carbini                 | 1 018                 | 715                 | 246                    | 34,42 %                  |

- Source Insee, chiffres au 01/01/2008.

## Histoire
La Corse-du-Sud a été formée par division de l'ancien département Corse, créé en 1790, le 1er janvier 1976, en application de la loi du 15 mai 1975. Ses limites correspondent à celles de l'ancien département du Liamone, qui exista de 1793 à 1811.
Elle était historiquement divisée en quatre provinces, du nord au sud : Vico, Ajaccio, Sartène et Bonifacio.

## Politique et administration

### Administration départementale

#### Politique
- Conseil départemental de la Corse-du-Sud
- Liste des conseillers généraux de la Corse-du-Sud
- Liste des préfets de la Corse-du-Sud
- Liste des députés de la Corse-du-Sud
- Liste des sénateurs de la Corse-du-Sud

#### Justice
Cour d'appel : Bastia.

## Population et société

### Démographie

#### Évolution démographique
En 2022, le département comptait 166 045 habitants, en évolution de +7,61 % par rapport à 2016 (France hors Mayotte : +2,11 %).
| 1982    | 1990    | 1999    | 2006    | 2011    | 2016    | 2021    | 2022    |
| ------- | ------- | ------- | ------- | ------- | ------- | ------- | ------- |
| 108 604 | 118 808 | 118 593 | 135 718 | 145 846 | 154 303 | 162 942 | 166 045 |

#### Communes les plus peuplées
| Nom                  | Code Insee | Intercommunalité                        | Superficie (km2) | Population (dernière pop. légale) | Densité (hab./km2) | Modifier                                    |
| -------------------- | ---------- | --------------------------------------- | ---------------- | --------------------------------- | ------------------ | ------------------------------------------- |
| Ajaccio              | 2A004      | CA du Pays ajaccien                     | 82,03            | 75 343 (2022)                     | 918                | modifier les données · modifier les données |
| Porto-Vecchio        | 2A247      | CC du Sud Corse                         | 168,65           | 11 536 (2022)                     | 68                 | modifier les données · modifier les données |
| Bastelicaccia        | 2A032      | CC Celavu-Prunelli                      | 18,21            | 4 258 (2022)                      | 234                | modifier les données · modifier les données |
| Propriano            | 2A249      | CC du Sartenais Valinco Taravo          | 18,73            | 3 864 (2022)                      | 206                | modifier les données · modifier les données |
| Sartène              | 2A272      | CC du Sartenais Valinco Taravo          | 200,40           | 3 732 (2022)                      | 19                 | modifier les données · modifier les données |
| Alata                | 2A006      | CA du Pays ajaccien                     | 30,37            | 3 645 (2022)                      | 120                | modifier les données · modifier les données |
| Afa                  | 2A001      | CA du Pays ajaccien                     | 11,84            | 3 350 (2022)                      | 283                | modifier les données · modifier les données |
| Grosseto-Prugna      | 2A130      | CC de la Pieve de l'Ornano et du Taravo | 31,56            | 3 331 (2022)                      | 106                | modifier les données · modifier les données |
| Bonifacio            | 2A041      | CC du Sud Corse                         | 138,36           | 3 269 (2022)                      | 24                 | modifier les données · modifier les données |
| Sarrola-Carcopino    | 2A271      | CA du Pays ajaccien                     | 27,01            | 3 250 (2022)                      | 120                | modifier les données · modifier les données |
| Zonza                | 2A362      | CC de l'Alta Rocca                      | 134,46           | 2 869 (2022)                      | 21                 | modifier les données · modifier les données |
| Cuttoli-Corticchiato | 2A103      | CA du Pays ajaccien                     | 30,37            | 2 044 (2022)                      | 67                 | modifier les données · modifier les données |
| Peri                 | 2A209      | CA du Pays ajaccien                     | 23,65            | 2 042 (2022)                      | 86                 | modifier les données · modifier les données |
| Pietrosella          | 2A228      | CC de la Pieve de l'Ornano et du Taravo | 35,23            | 2 042 (2022)                      | 58                 | modifier les données · modifier les données |
| Lecci                | 2A139      | CC du Sud Corse                         | 27,41            | 2 020 (2022)                      | 74                 | modifier les données · modifier les données |

### Enseignement
Académie : Ajaccio

## Économie

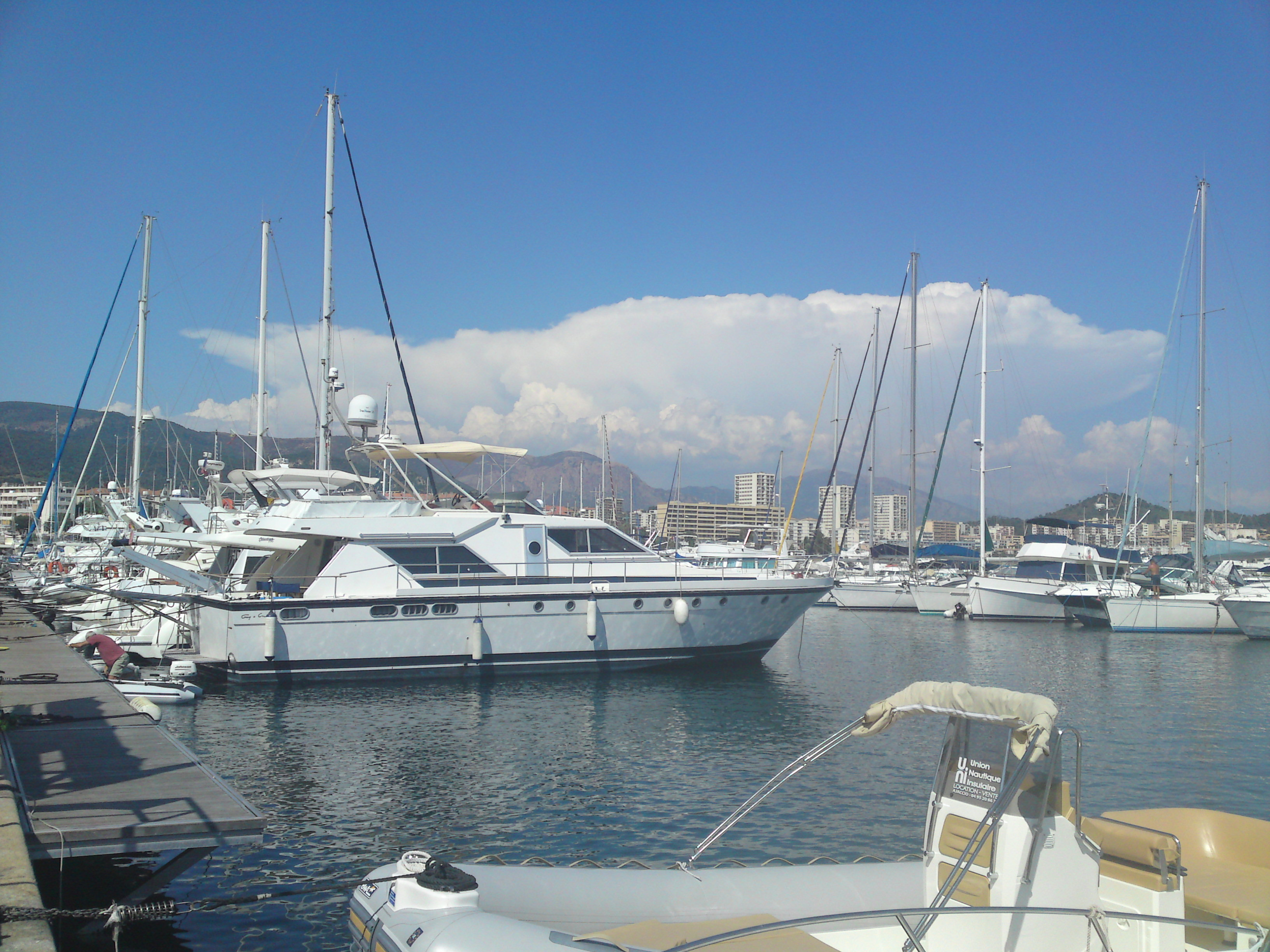
Vue du port d'Ajaccio.

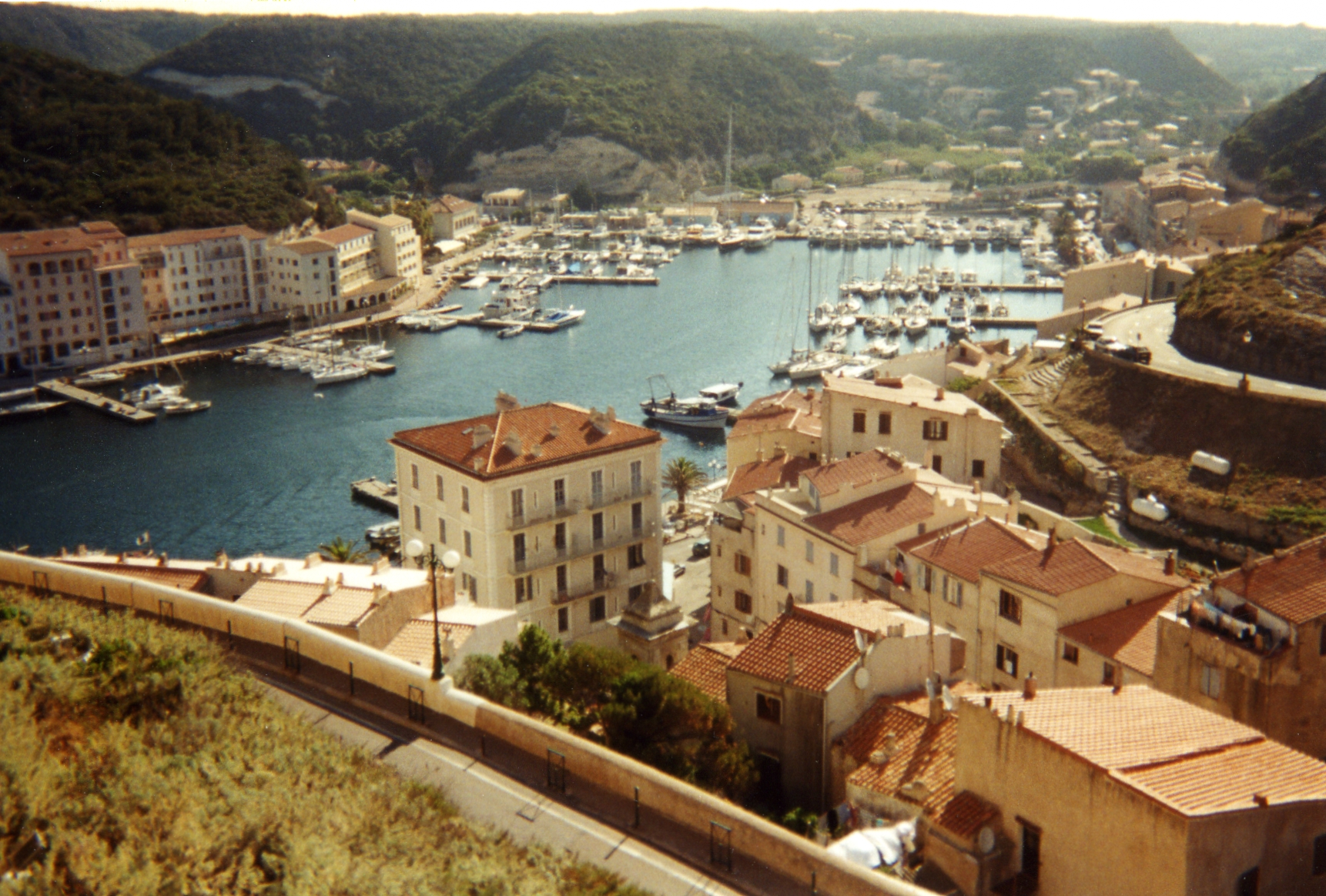
Vue du port de Bonifacio.

### Tourisme

#### Circuits de randonnée
Le tourisme dans le département de Corse-du-Sud bénéficie d'un réseau dense de circuits de randonnée qui longent les côtes et traversent les zones de montagne,.

## Culture locale et patrimoine

### Patrimoine culturel
Festivals
- Porto-Vecchio Festival: Le Porto-Vecchio Festival est un festival de musique prisé qui se déroule chaque été depuis 2010. Il réunit des artistes de qualité et met en avant des musiciens internationalement connus aux côtés des talents locaux.
- Scèn'è Soniu : Le festival du rêve est un festival d'arts de la rue. Depuis 2001, il réunit des artistes internationaux et locaux.

### Personnalités liées à la Corse-du-Sud
Napoléon Ier (1769-1821), né à Ajaccio, 1er Consul (1799-1804), puis empereur des français de 1804 à 1814 puis entre mars et juin 1815.
Article détaillé en cours de création.

### Héraldique, logotype et devise
| Armes de Corse-du-Sud | Les armes (non officielles) de Corse-du-Sud sont celles issues du drapeau Corse, et sont partagées par la Haute-Corse. Elles se blasonnent ainsi : « D'argent à la tête de maure de sable allumée et tortillée du champ. » |